# Святилище Пенінха
Святилище Пенінха (порт. Santuário da Peninha) - група релігійних споруд розташованих в горах Сінтри у природному парку Сінтра-Кашкайш, район Лісабону в Португалії на висоті 448 метрів на кам'янистому оголенні порід. Складається з залишків скиту, Палацу Пенінха (1918 р.) та барокової каплиці (1710 р). Інтер'єр приміщень закритий для відвідування. Святилище розміщено на популярній туристичній стежці навколо околиць Сінтри. З гори відривається гарний краєвид з видом на Мис Рока.

## Назва
З португальської порт. pena означає - виступ кам'яної породи, тоді як порт. peninha - невеличкий виступ.

## Історія
На горі знаходився скит з часів впровадження християнства у Португалії, про що свідчать залишки поховань та видовбана у камінні цистерна 12 ст. Місце стало популярним під час правління Жуана III, коли на цьому місці нібито Діва Марія явилася молодому пастуху. Скит Сан-Сатурніно був збудований у середині 16 ст за фінансування Педру II і функціонував до розпуску релігійних орденів у Португалії у 1834. Тоді його зайняли фермери і використовували як сарай до 1960-х. Землю перепродавали та добудовували різні споруди. Бізнесмен та етномолог Карвалью Монтейру почав тут спорудження палацу, що мав бути міні-копією палацу в Сінтрі. У 1991 році територію викупив уряд.
Інтер'єр каплиці Діви Марії оформлений у стилі бароко і відображає житіє матері Ісуса. 
Відвідування віддаленого святилище набуло форми епітимії, а також паломництва для сімей моряків, що молилися за їх повернення та виглядали з гори, з якої видно океан на відстань 50 км.

## Галерея

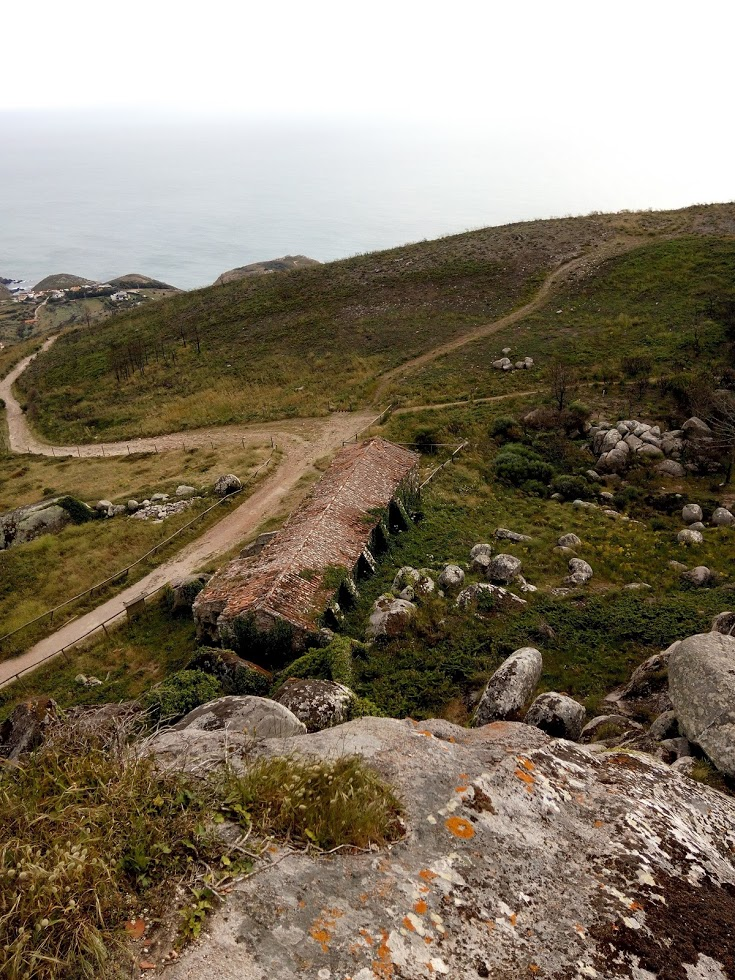
Краєвид з залишками скиту
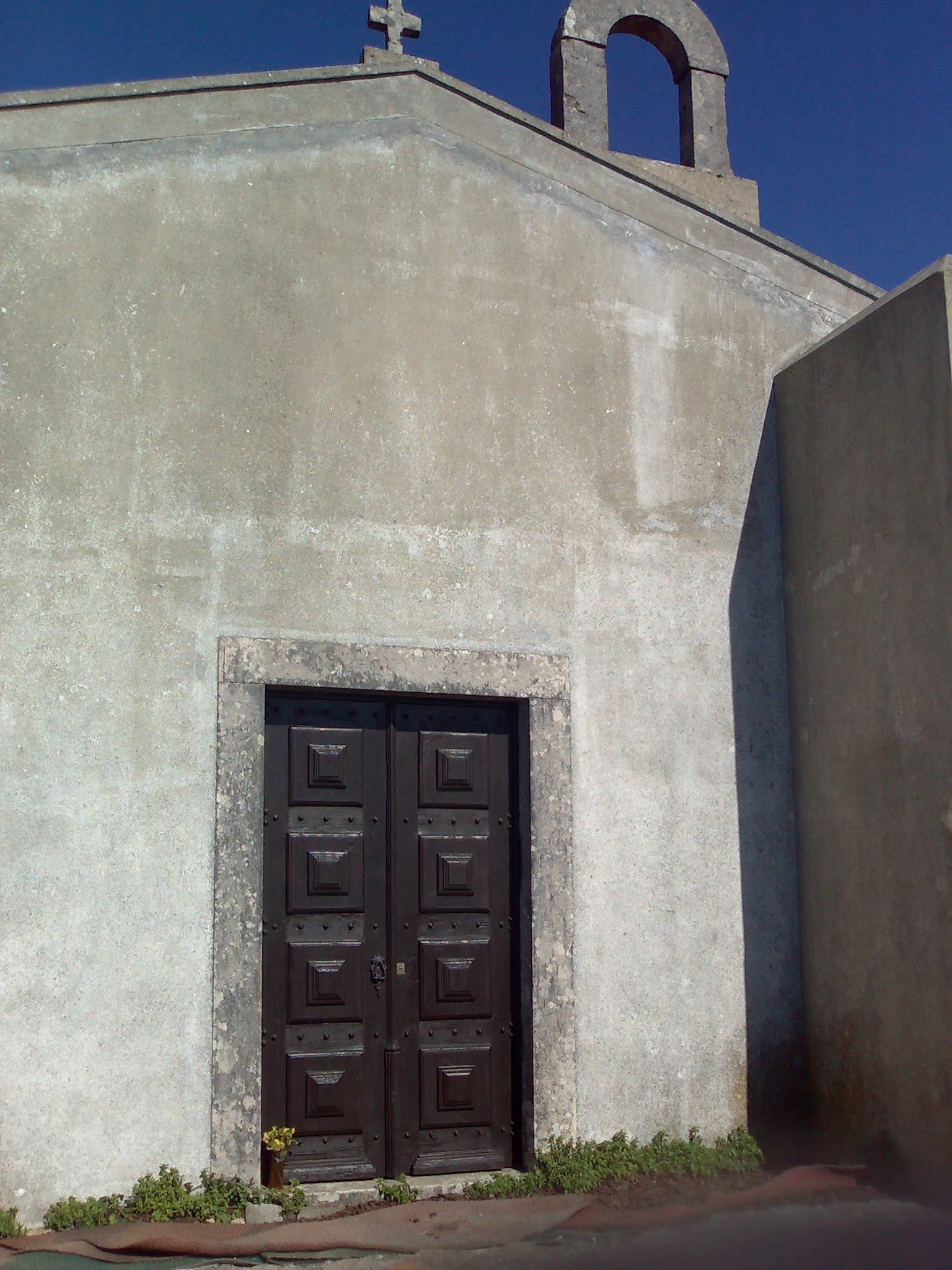
Вхід до каплиці
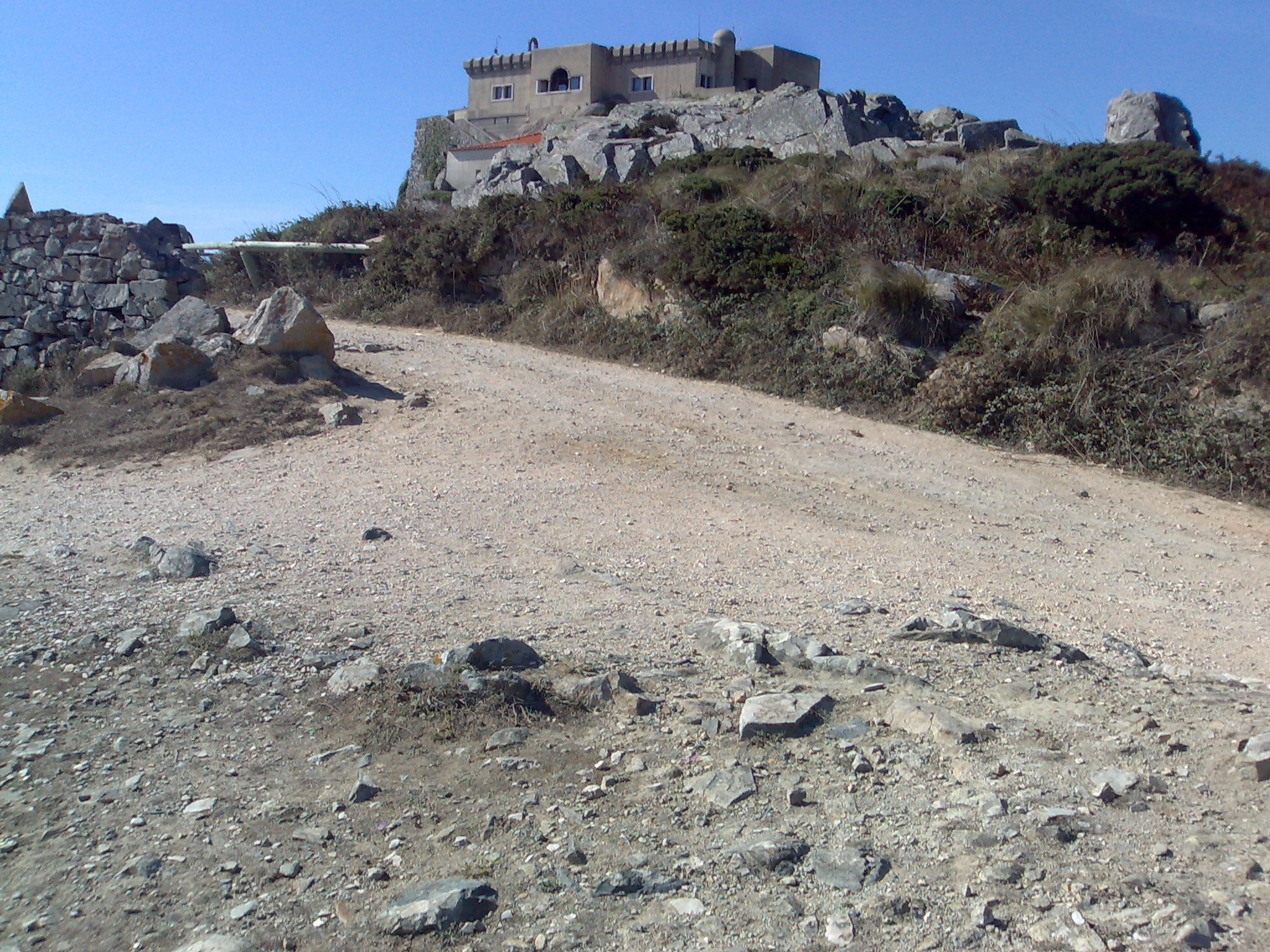
Дорога до святилища
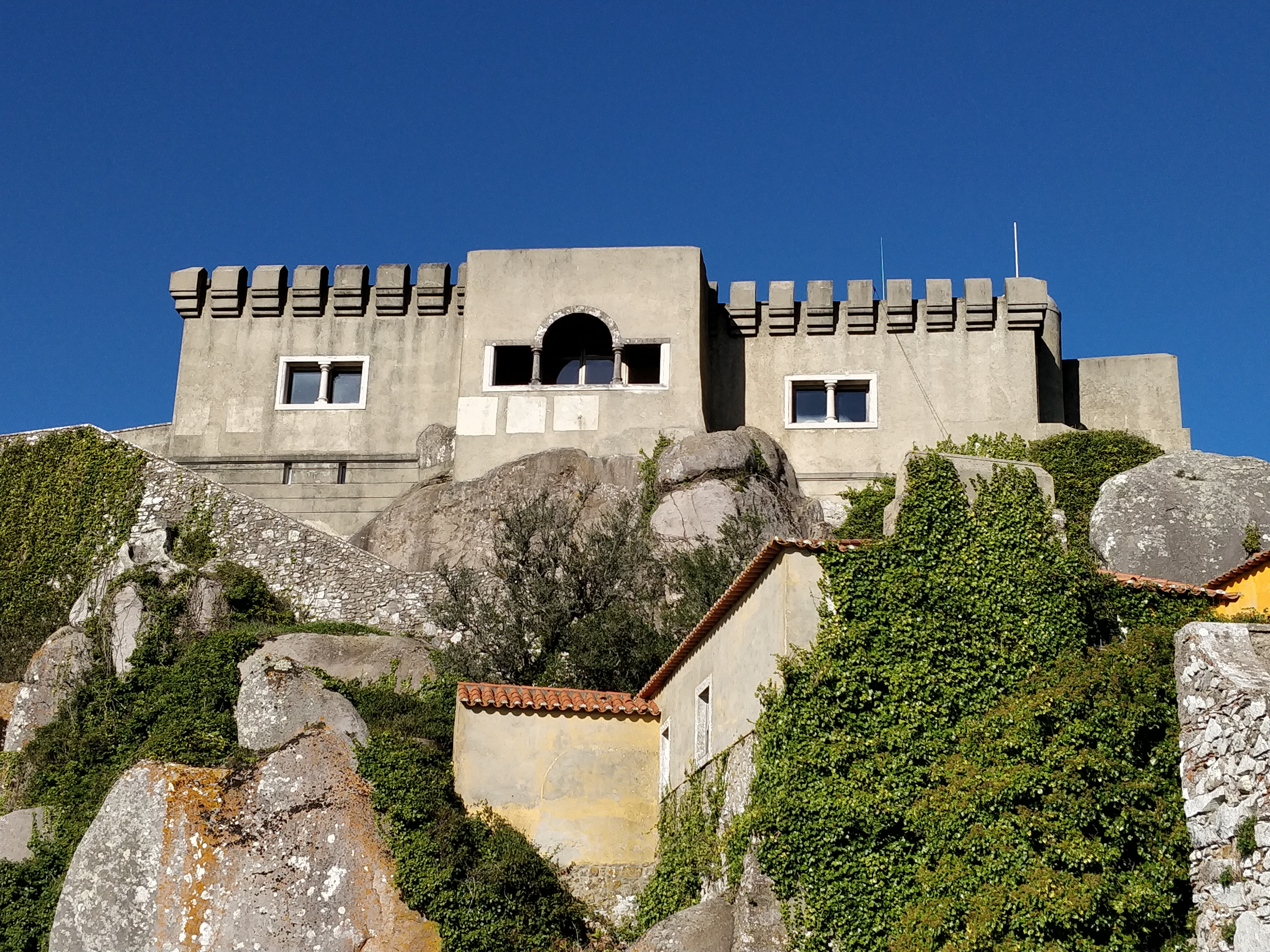
Палац